# Шевчук Галина Володимирівна
Шевчук Галина (лат. Shevchuk Halyna, нар. 24 травня 1988, м. Борислав, Україна), творчий псевдонім Ґречна або Grechna — українська співачка (лірико-драматичне сопрано), авторка пісень. 
У репертуарі арії з опер, оперет, романси композиторів різних епох, твори церковної музики, українські народні та авторські пісні, композиції в стилі Classical Crossover на 16 мовах світу.

## Життєпис

### Дитинство
Народилася 24 травня 1988 року в м. Борислав Львівської області, де провела дитинство та юність. Маючи від природи красивий голос, часто співала в самодіяльних концертах. Була солісткою хору "Лемківська студенка" та ансамблю бандуристів "Росинка".

### Навчання
Закінчила музичну школу по класу бандури (2001), Бориславську ЗОШ №4 (2003), Національний університет «Львівська політехніка» (2006), Бориславський професійний ліцей (2007, 2011), Дрогобицьке державне музичне училище імені Василя Барвінського у класі вокалу Хороб Лідії Іванівни (2010), Тернопільський національний економічний університет (2012), Чортківська дяківсько-катехитична академія імені священномученика (єпископа) Григорія Хомишина (2019), Тернопільський національний педагогічний університет імені Володимира Гнатюка у класі вокалу народної артистки України Лемішки Наталії Василівни (2020).
Брала приватні уроки вокалу у Ігнатенка Володимира Дмитровича. 
Удосконалювала свою вокальну майстерність у Відні (Австрія) з народною артисткою України, солісткою Віденської опери Лук'янець Вікторією Іванівною.

### Участь в конкурсах та фестивалях
Переможець і лауреат  міжнародних та регіональних пісенних конкурсів та фестивалів, зокрема міжнародного фестивалю музичної культури Sacrum - Profanum, фестивалю культури Лемківська ватра, міжнародного конкурсу вокалістів Rivne Vocal Premieres (пам’яті Я. Кульчинського), конкурсу молодих вокалістів ім. М.Копніна, фестивалю Молода Галичина, міжнародного фестивалю-конкурсу "Зірковий парад", міжнародного фестивалю "Українська коляда", міжнародного фестивалю "Golden Time Hollywood", фестивалю-конкурсу "Феєрія талантів", фестивалю-конкурсу "Окрилені піснею", Всеукраїнського вокального (онлайн) конкурсу "Незабутня Квітка Цісик" та інших.

### Особисте життя
Вторгнення Росії в Україну в 2022 році змусило співачку переїхати до Польщі.

## Творчість та репертуар

### 2018—2020
У грудні 2018 року дебютувала у м. Тернопіль як солістка Галицького муніципального камерного оркестру під орудою маестро Василя Феленчака. У 2019-2020 роках - солістка гурту "Czeremszyna Z Ukrainy", з яким активно гастролювала містами Польщі. 
Під час карантину пов'язаного із COVID-19 розпочала проєкт #GrechnaAtHome, у якому намагалась піснями у живому онлайн виконанні підняти настрій своїм слухачам та покращити їх емоційний стан.

### 2021—2022
У 2021 році вийшов дебютний сингл співачки "Таїнство любові". 
У 2022 року вийшов ЕР-альбом "Amore nella fede" із творами класичної музики італійського композитора Бартоломео Косензи, ЕР-альбом "Диво в серці", а також сингли Ave Maria (грузинською мовою) та Ave Maria (арамейською мовою).

### 2023—нині
У 2023 активно популяризувала українську пісню та культуру за кордоном, брала участь у благодійних концертах на підтримку Збройних Сил України та культурних подій, що зміцнюють українсько-польські та українсько-італійські відносини. У січні 2023 року брала участь в концертному турі "Noworoczna Gala Operetkowa" у містах Польщі, який був організований агенцією AgencjaBrussa та Київським національним академічним театром оперети. Разом з польським тенором Michał Steciak записали сингл "Звільнити любов" в межах польсько-українського проєкту The Misery Project, який присвятили Умані та всій скривавленій Україні. Також вийшов сингл на твір італійського композитора Бартоломео Косензи "Ave Maria Mater Sanctissima" та сингл на авторську пісню "Не цілуй".
У 2024 році розпочала співпрацю з італійським диригентом Андре Деллера та New Classical Orchestra. На стрімінгових платформах вийшов музичний альбом "Heartstrings" із каверами на світові хіти та кілька авторських пісень.

### Концертний репертуар
Виконувала твори Джузеппе Верді, Джакомо Пуччіні, Антоніо Вівальді, Вольфганга Амадея Моцарта, Едварда Гріга, Людвіга ван Бетховена, Антоніна Дворжака, Вільгельма Фрідемана Баха, Сезара Франка, Марко Фрізіна, Бартоломео Косенза, Сергія Рахманінова, Василя Барвінського, Миколи Лисенка, Остапа Нижанківського, Семена Гулака-Артемовського, Михайла Вериківського, Анатоля Вахнянина, Петра Чайковського, Миколи Стецюна

## Дискографія

### Сингли
- «Tu sei...» (2025)
- «Кохання моє» (2025)
- «Білі троянди» (2024)
- «Україно, не плач» (2024)
- «Ой не спить любов» (2024)
- «Ave Maria Mater Sanctissima» (2023)
- «Uwolnij miłość» (з Michał Steciak) (2023)
- «Не цілуй» (2023)
- «Ave Maria (in Georgian)» (2022)
- «Ave Maria (in Aramaic)» (2022)
- «Таїнство любові» (2021)

## Музичні відео
| Рік  | Пісня                         | Автор тексту                                      | Режисер                           |
| ---- | ----------------------------- | ------------------------------------------------- | --------------------------------- |
| 2024 | «Переможеш Ти»                | Галина Шевчук                                     | Галина Шевчук                     |
| 2023 | «Uwolnij miłość»              | Krzysztof Hoffmann, Halyna Shevchuk, Marcin Socha | Krzysztof Hoffmann                |
| 2022 | «Ave Maria (in Aramaic)»      | -                                                 | Halyna Shevchuk                   |
| 2020 | «Io Ti Penso Amore»           | Johann Wolfgang von Goethe                        | Андрій Ткач                       |
| 2020 | «U cantu dill'amuri»          | Bartolomeo Cosenza                                | Віталій Скорпіон, Nicolò Piccione |
| 2020 | «Таїнство любові»             | Володимир Карагодін                               | Віталій Скорпіон                  |
| 2020 | «Ave Maria»                   | Bartolomeo Cosenza                                | Віталій Скорпіон                  |
| 2020 | «Тернопільський вальс»        | Володимир Карагодін                               | Віталій Скорпіон                  |
| 2020 | «Заспівайте, мамо, колискову» | Володимир Карагодін                               | Віталій Скорпіон                  |